# (3000) Leonardo
(3000) Leonardo es un asteroide que forma parte del cinturón de asteroides y fue descubierto el 2 de marzo de 1981 por Schelte John Bus desde el Observatorio de Siding Spring, cerca de Coonabarabran, Australia.

## Designación y nombre
Leonardo se designó inicialmente como 1981 EG19.
Más adelante, en 1985, fue nombrado en honor del erudito italiano Leonardo da Vinci (1452-1519).

## Características orbitales
Leonardo está situado a una distancia media de 2,351 ua del Sol, pudiendo acercarse hasta 1,925 ua y alejarse hasta 2,777 ua. Tiene una inclinación orbital de 2,749 grados y una excentricidad de 0,1813. Emplea 1317 días en completar una órbita alrededor del Sol.

## Características físicas
La magnitud absoluta de Leonardo es 13,7. Está asignado al tipo espectral B de la clasificación SMASSII.